# ویلفرید تروت
ویلفرید تروت (انگلیسی: Wilfried Trott؛ زادهٔ ۲۵ ژوئیهٔ ۱۹۴۸) دوچرخه‌سوار اهل آلمان است.